# Məmmədəli Mehdiyev
Mammadali Mehdiyev (ur. 9 kwietnia 1993) – azerski judoka. Dwukrotny olimpijczyk. Zajął siódme miejsce w Rio de Janiero 2016 i dziewiąte w Tokio 2020. Walczył w wadze średniej.
Siódmy na mistrzostwach świata w 2017 i 2019; uczestnik zawodów w 2015 i 2018. Startował w Pucharze Świata w latach 2011-2018. Brązowy medalista mistrzostw Europy w 2020 i 2022; piąty w 2017. Mistrz igrzysk solidarności islamskiej w 2017. Trzeci na igrzyskach Europejskich w 2019, uniwersjadzie w 2013 i na igrzyskach wojskowych w 2019 roku.

## Letnie Igrzyska Olimpijskie 2016
| Konkurencja | Eliminacje              | Eliminacje           | Eliminacje            | Repasaże                             | Klas. końcowa |
| Konkurencja | Przeciwnik I            | Przeciwnik II        | 1/4                   | Przeciwnik I                         | Miejsce       |
| ----------- | ----------------------- | -------------------- | --------------------- | ------------------------------------ | ------------- |
| 90 kg       | Kiriłł Dienisow (RUS) Z | Tiago Camilo (BRA) Z | Gwak Dong-han (KOR) P | Lchagwasürengijn Otgonbaatar (MGL) P | 7.            |

## Letnie Igrzyska Olimpijskie 2020
| Konkurencja | Eliminacje             | Eliminacje                | Klas. końcowa |
| Konkurencja | Przeciwnik I           | Przeciwnik II             | Miejsce       |
| ----------- | ---------------------- | ------------------------- | ------------- |
| 90 kg       | Isłam Bozbajew (KAZ) Z | Michaił Igolnikow (RUS) P | 9.            |